# Pierre Cardin
Pierre Cardin, pierw. Pietro Costante Cardin (ur. 2 lipca 1922 w San Biagio di Callalta, zm. 29 grudnia 2020 w Neuilly-sur-Seine) – francuski projektant mody pochodzenia włoskiego. Był uznawany za najstarszego żyjącego projektanta mody, a zarazem najdłużej pracującego w zawodzie. Obok Paco Rabanne i André Courrègesa jest uznawany za wynalazcę futurystycznej mody w latach 60. XX wieku.

## Życiorys
Urodził się w San Biagio di Callalta w prowincji Treviso, w północnych Włoszech, gdzie jego rodzice, Maria Montagner i Alessandro Cardin, pracowali w winnicach regionu Wenecja Euganejska. 
Jego rodzice stracili fortunę podczas I wojny światowej. W 1924, kiedy miał dwa lata, jego rodzice przeprowadzili się z 11 dziećmi z Włoch do Saint-Étienne we Francji. Ojciec chciał, żeby studiował architekturę, ale od dzieciństwa interesował się krawiectwem.
Cardin kształcił się w środkowej Francji. Swoją karierę rozpoczął wcześnie, w wieku 14 lat odbył praktykę u sukiennika, ucząc się podstaw projektowania i konstruowania mody. W 1939, mając 17 lat opuścił rodzinny dom i wyjechał do pracy u krawca w Vichy, gdzie zaczął szyć garnitury dla kobiet. W 1945 wyjechał do Paryża, gdzie studiował architekturę i współpracował z domem mody Jeanne Paquin po II wojnie światowej.
Pracował z Elsą Schiaparelli, zanim w 1947 został szefem atelier Christiana Diora. W 1950 założył własny dom mody. Jego klienci, w tym Eva Perón i Rita Hayworth, zażądali ekstrawaganckich kostiumów - takich jak 30 kostiumów maskaradowych, które stworzył na 3 września 1951 na słynny bal maskowy w Palazzo Labia w Wenecji. W 1953 zaprezentował swoją pierwszą kolekcję dla kobiet. W następnym roku otworzył swój pierwszy butik Eve i wprowadził „sukienkę bąbelkową”, czyli sukienkę w kształcie bąbelków z krótką spódnicą, wykonaną przez cięcie ukośne na usztywnionej podstawie. Był pierwszym haute couture, który zwrócił się do Japonii jako rynek mody, kiedy podróżował tam w 1957.
Był znany z awangardowego stylu, preferował geometryczne kształty i motywy. Był również przedsiębiorcą, co doprowadziło go do wielkiego majątku. Był właścicielem kilku restauracji (m.in. w Nowym Jorku, Pekinie, Londynie) oraz zamku w Lacoste w departamencie Vaucluse (należącego niegdyś do markiza de Sade’a), w którym regularnie organizował festiwale teatralne. Jego imię i nazwisko stało się marką dla setek produktów.
Był jednym z najdłużej pracujących w zawodzie projektantów mody. W 2008 jego kolekcja została pokazana na Riwierze Francuskiej.
W 1991 został wybrany na ambasadora dobrej woli UNESCO, a w 2009 został Ambasadorem Dobrej Woli Organizacji Narodów Zjednoczonych do spraw Wyżywienia i Rolnictwa.
Film dokumentalny P. Davida Ebersole i Todda Hughesa Dom Pierre’a Cardina (House of Cardin, 2019) otrzymał nagrodę CinéFashion Film Award jako najlepszy film fabularny o modzie, a Cardin został uhonorowany nagrodą za całokształt twórczości. 

## Życie osobiste
Cardin sam zidentyfikował się jako osoba głównie homoseksualna, ale w latach 1960-1965 był w związku z francuską aktorką Jeanne Moreau. Jego wieloletnim partnerem biznesowym i życiowym był inny francuski projektant mody André Oliver, który zmarł w 1993.